# St. Johannes Baptist (Berg am Starnberger See)

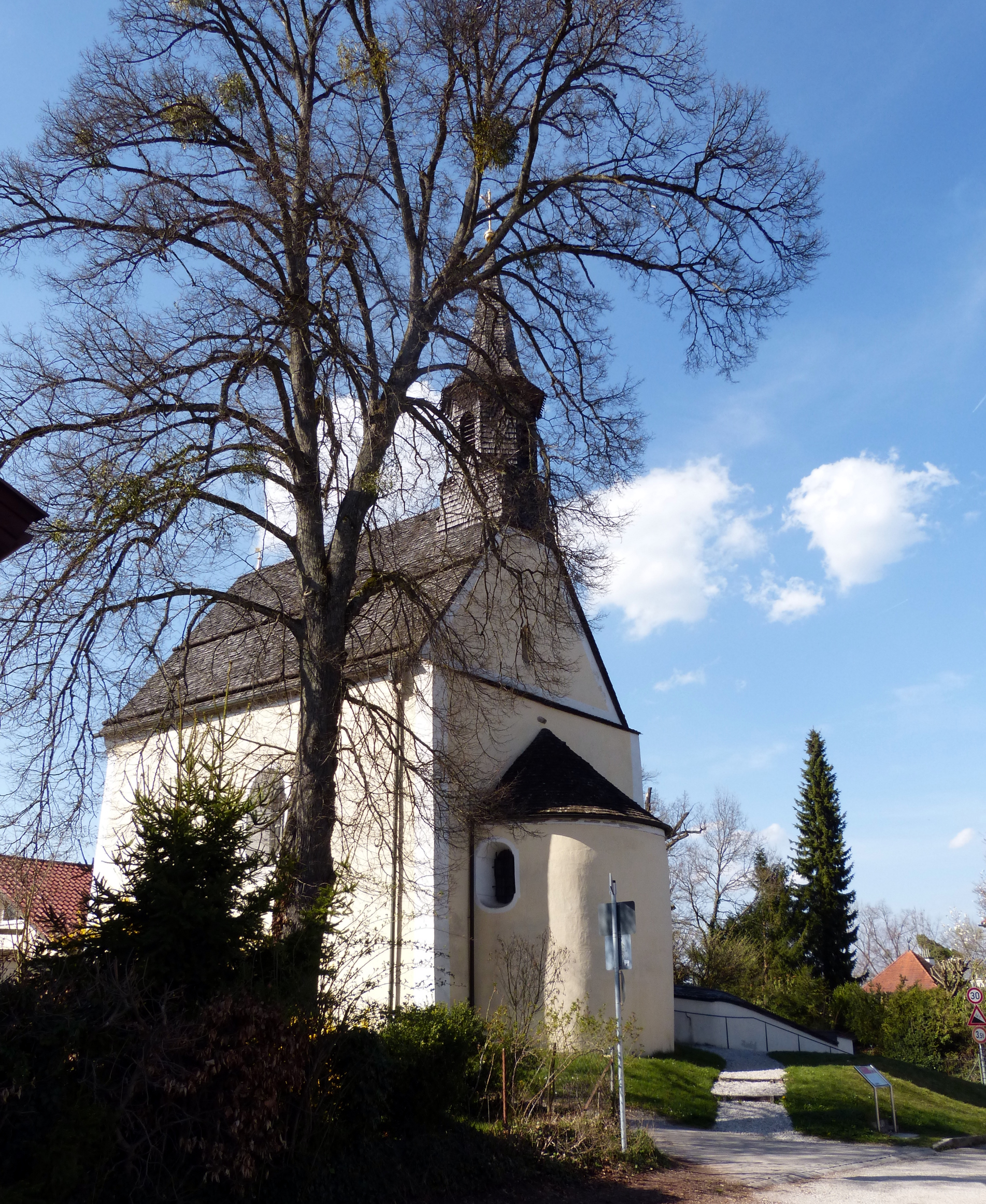
St. Johannes Baptist in Berg

Die Filialkirche St. Johannes Baptist in Berg, einer Gemeinde im oberbayerischen Landkreis Starnberg, wurde wohl ursprünglich im 12. Jahrhundert errichtet. Die Kirche an der Grafstraße 4, unmittelbar an der Kante des Steilhanges hoch über dem Starnberger See, ist ein geschütztes Baudenkmal.

## Beschreibung
Der ursprünglich romanische Bau mit einem Schiff besitzt eine halbrunde Apsis mit mächtigem Bruchsteinmauerwerk. In spätgotischer Zeit wurden Dachstuhl und Giebel erhöht und die Giebelfenster eingefügt. Die Kirche wurde 1658/59 barockisiert. Es wurden die Fenster vergrößert und die Empore wurde umgebaut, wobei eine Zwischendecke eingezogen wurde. Die abgesenkte Decke ist in der Mitte mit einem runden Stuckrahmenfeld verziert und mit Eierstabstuckleisten eingefasst. Der Zwiebelturm wurde 1867 durch den heutigen Dachreiter mit schindelgedeckter Spitze ersetzt.

## Ausstattung
In der Apsis steht der Altar aus dem 17. Jahrhundert mit der Rokokofigur des Johannes des Täufers aus der Mitte des 18. Jahrhunderts. Daneben befinden sich die Figuren der hl. Magdalena und der hl. Monika. An der rechten Seite des Torbogens steht eine spätgotische Muttergottes. An der Südwand des Kirchenschiffs hängt ein mächtiges Barock-Kruzifix vom Anfang des 17. Jahrhunderts.
Das spätgotische Relief (um 1500) mit dem Marientod stellt die kniende Gottesmutter im Gebet versunken dar.